# Пороховой коктейль
«Пороховой коктейль» (англ. Gunpowder Milkshake) — комедийный боевик от режиссера Навота Папушадо с Карен Гиллан в главной роли. Также в картине сыграли Лина Хиди, Карла Гуджино, Мишель Йео, Анджела Бассетт, Пол Джаматти и Фрейя Аллан.
Фильм вышел в российский прокат 15 июля 2021 года.

## Сюжет
Быть киллером — весело и просто, когда к этому есть врожденный талант, доставшийся от матери. Сложнее — остаться при этом хорошим человеком: настолько, чтобы пойти против собственного босса ради спасения чужого ребенка. Теперь Сэм на прицеле у целой армии головорезов. К счастью, мама спешит на помощь, а вместе с ней — и её бывшие напарницы, готовые с превеликим удовольствием угостить недоброжелателей своим фирменным «пороховым коктейлем».

## В ролях
- Карен Гиллан — Сэм
- Лина Хиди — Скарлет
- Карла Гуджино — Мэйделин
- Мишель Йео — Флоренс
- Анджела Бассетт — Анна Мэй
- Пол Джаматти — Натан
- Фрейя Аллан — юная Сэм
- Ральф Айнесон — Джим Макалестер
- Хлоя Коулмэн — Эмили

## Производство
Проект был анонсирован в апреле 2018 года на американском кинорынке, где компании StudioCanal и The Picture Company приобрели права на фильм.
В январе 2019 года роль в экшн-комедии получила Карен Гиллан, в феврале — Лина Хиди, а в апреле — Анджела Бассетт. В мае к касту присоединились Пол Джаматти, Мишель Йео, Карла Гуджино и Айван Кей, в июне — Адам Нагайтис и Ральф Айнесон.
Съемки фильма начались 3 июня 2019 года и закончились 20 августа 2019 года. Они проходили в Берлине, а также на студии Babelsberg, где декораторы выстроили две крупные декорации: копию американской закусочной 1950-х и библиотеку.
При создании фильма Папушадо вдохновлялся творчеством других режиссеров, которыми восхищается: в их числе Бастер Китон, Чарли Чаплин, Квентин Тарантино, братья Коэны, Жан-Пьер Мельвиль, Майкл Манн, Джон Ву, Джонни То и Джеки Чан.
Что касается исключительно дизайна, вдохновением для создателей стали ленты Серджо Леоне, Акиры Куросавы и Альфреда Хичкока. Художником-постановщиком фильма «Пороховой коктейль» выступил Дэвид Шойнеман, ранее работавший над фильмами «Форсаж: Хоббс и Шоу» и «Дэдпул 2».

«У нас получилось сочетание спагетти-вестерна, нуара и самурайской саги».— Навот Папушадо, режиссёр
Композитором фильма был выбран Хаим Фрэнк Ильфман.

«Я сказал, что хочу услышать переливы вестерна Эннио Морриконе, итальянский шик Стельвио Чиприани и жестокий саспенс Бернарда Херрманна. Фрэнки удалось все это свести воедино и оформить в электронном стиле. В результате у нас получился саундтрек, который можно назвать и современным, и ретро, который можно слушать и на виниле, и на Spotify».— Навот Папушадо, режиссёр

## Маркетинг
Локализованный трейлер фильма был опубликован в сети 25 мая 2021 года.